# Neolucanus sinicus opacus
Neolucanus sinicus opacus es una subespecie de coleóptero de la familia Lucanidae.

## Distribución geográfica
Habita en Camboya y Vietnam.